# Disruptor (jogo eletrônico)
Disruptor é um jogo eletrônico de tiro em primeira pessoa desenvolvido pela Insomniac Games e publicado pela Universal Interactive e Interplay Productions.

## Jogabilidade
Jogabilidade de Disruptor é semelhante a muitos jogos em primeira pessoa, mas o jogador tem acesso aos poderes especiais chamados de "Psionics", semelhante a Telecinésia. O jogo inclui diferentes poderes drenagem, cura, choque, e um escudo.

## Recepção
Disruptor foi bem recebido na época de seu lançamento, a IGN deu ao jogo uma pontuação média de 82%. Victor Lucas da The Electric Playground disse que o Jogo beneficiou-se com a editora Hollywood conexões, louvando valores a produção, e dando ao jogo auma nota de 8,5 em 10.